# Agametrus nitens
Agametrus nitens är en skalbaggsart som beskrevs av Sharp 1887. Agametrus nitens ingår i släktet Agametrus och familjen dykare. Inga underarter finns listade i Catalogue of Life.